# FC Agricola Borcea
Fotbal Club Agricola Borcea, cunoscut ca și Agricola Borcea, sau numai Agricola este o echipă de fotbal din Borcea, Județul Călărași, care joacă în prezent în Liga a III-a.
Echipa s-a calificat în grupele Cupei României, sezonul 2024-2025.

## Istoric
Agricola Borcea a fost înființată în anul 1980 și a jucat, în majoritatea timpului, în ligile inferioare.
Echipa a promovat în Liga a III-a la sfârșitul sezonului 2016-2017, după ce a terminat pe primul loc în Liga a IV-a Călărași și după ce a învins în barajul pentru promovare echipa Dunărea Giurgiu, câștigătoarea Ligii a IV-a Giurgiu.
Agricola Borcea a retrogradat la sfârșitul sezonului 2018-2019, dar a fost salvată, deoarece câteva echipe s-au retras din campionat.
Cea mai bună clasare în Liga a III-a a fost locul 3 la sfârșitul sezonului 2023-24.

## Palmares
Liga a IV-a Călărași
- Câștigătoare (1): 2016-17

Cupa României
- Faza grupelor (1): 2024-25